# Orio Canavese
Orio Canavese (piemontesisch Òr) ist eine Gemeinde in der italienischen Metropolitanstadt Turin (TO), Region Piemont.

## Lage und Einwohner
Orio Canavese liegt 37 km nördlich von Turin an einem Höhenzug, nicht weit von Caluso, östlich der Autobahn A5, ins Aostatal. Das Gemeindegebiet umfasst eine Fläche von 7 km² und hat 742 Einwohner (Stand 31. Dezember 2023).
Die Nachbargemeinden sind Mercenasco, San Giorgio Canavese, Montalenghe und Barone Canavese.

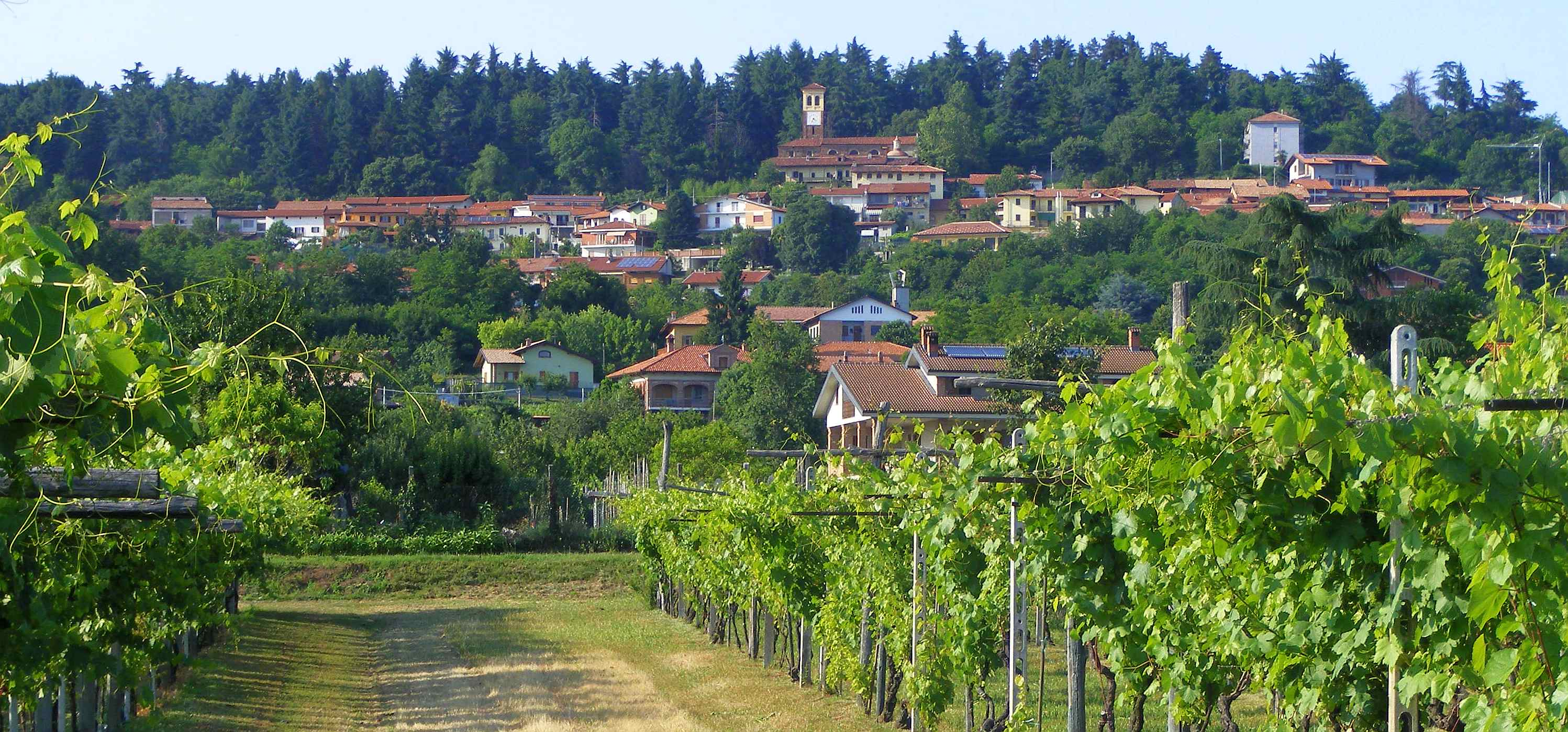
Panorama

## Sehenswürdigkeiten

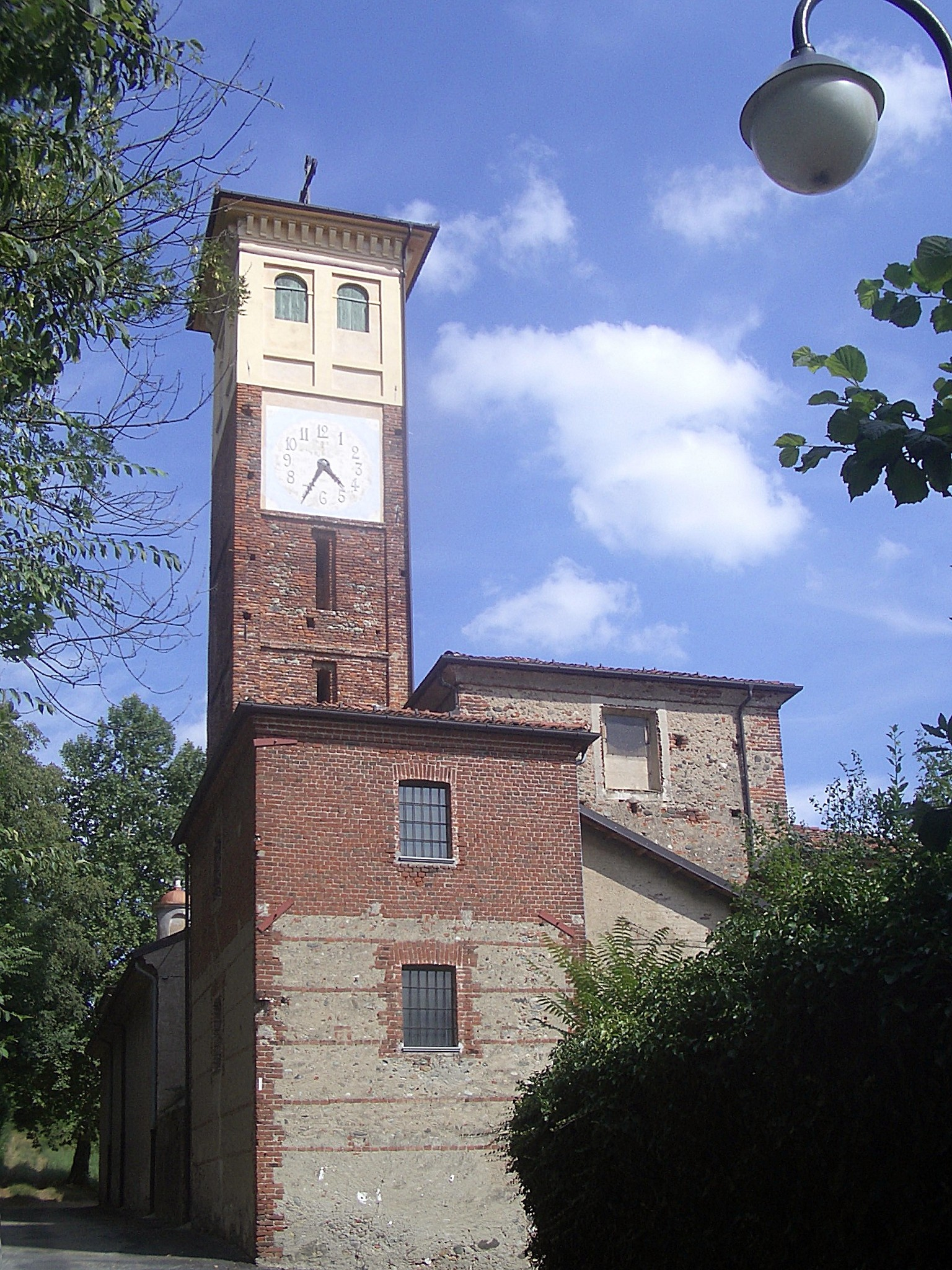
Kirche Santa Maria

Zu den Sehenswürdigkeiten des Ortes gehören:
- Die Kirche Parrocchiale della Natività di Maria Vergine von 1842
- Die Cappella di Santa Maria, mit einer Barockfassade und Spitzturm. Die Capelle wurde 1879 als Leichenhalle benutzt
- Die CKirche di San Rocco aus dem 18. Jahrhundert
- Das Castello d'Orio, eine Residenz des 17. Jahrhunderts